# Chiesa di San Giovanni Decollato (Fidenza)
La chiesa di San Giovanni Decollato è un luogo di culto cattolico dalle forme neoclassiche situato a Siccomonte, frazione di Fidenza, in provincia di Parma e diocesi di Fidenza; è sede di una parrocchia compresa nel vicariato di Fidenza.

## Storia
Già nel Medio Evo sorgeva in paese una cappella; il giuspatronato apparteneva agli uomini di Siccomonte e il 19 febbraio 1442 risulta che venne nominato rettore don Antonio Carozzi.
La chiesa venne interessata da un rifacimento nel Cinquecento, anche grazie alle sovvenzioni concesse dal governatore di Parma Giovanni Antonio Facchinetti de Nuce.
Nei secoli successivi la parrocchiale fu nuovamente ristrutturata, senza che questi interventi ne modificassero la fisionomia.

## Descrizione

### Esterno
La facciata a capanna della chiesa, rivolta a ponente, è scandita da due coppie di lesene binate tuscaniche sorreggenti il timpano triangolare e presenta al centro il portale d'ingresso e sopra una finestra a mezzaluna.
Annesso alla parrocchiale è il campanile a base quadrata, la cui cella presenta su ogni lato una monofora ed è coronata dalla guglia piramidale poggiante sul tamburo ottagonale.

### Interno
L'interno dell'edificio si compone di un'unica navata, le cui pareti sono intonacate e sulla quale si affaccia una cappella laterale, introdotta da un arco a tutto sesto e ospitante il fonte battesimale; al termine dell'aula si sviluppa il presbiterio, introdotto da due lesene, ospitante l'altare maggiore e chiuso dalla parete Ei fondo piatta, sulla quale si aprono due finestrelle.